# Thanh niên xung phong
Thanh niên xung phong là một lực lượng thanh niên do Đảng Đoàn Thanh vận Trung ương và Ban Thường vụ Trung ương Đoàn Thanh niên Cứu quốc Việt Nam thành lập vào ngày 15 tháng 7 năm 1950 để phục vụ Chiến dịch Biên giới.

## Tên gọi
Thanh niên tham gia Chiến tranh biên giới Việt-Trung 1979 hoặc Chiến tranh biên giới Tây Nam do hoàn cảnh lịch sử nên không gọi là thanh niên xung phong mà gọi là thanh niên xung kích.
Các lần đổi tên gọi lực lượng thanh niên xung phong trong lịch sử:
- Đội Thanh niên xung phong công tác Trung ương (15/7/1950)
- Đội Thanh niên xung phong (26/3/1953)
- Đoàn Thanh niên xung phong Trung ương (12/1963)
- Đội Thanh niên xung phong chống Mỹ cứu nước (21/6/1965)
- Lực lượng Thanh niên xung phong giải phóng miền Nam (20/4/1964)
- Ban Thanh niên xung phong - Lao động trẻ (3/1986)

## Nhiệm vụ
Nhiệm vụ của thanh niên xung phong rất đa dạng, gồm có vận tải (đạn dược, thương binh, lương thực), mở đường, rà phá bom mìn, tiếp đạn, thu dọn chiến trường.

## Lịch sử

### Thành lập
Ngày 15 tháng 7 năm 1950, chủ tịch Hồ Chí Minh đã chỉ thị cho Đoàn Thanh niên Cứu quốc Việt Nam thành lập lực lượng thanh niên xung phong tập trung dài ngày phục vụ cho chiến dịch Biên giới Thu đông 1950 tại núi Hồng, xã Yên Lãng, huyện Đại Từ, tỉnh Thái Nguyên. Lực lượng ban đầu có tên gọi là "Đội Thanh niên xung phong công tác Trung ương", gồm có 225 đội viên, do Vương Bích Vượng, ủy viên Ban Chấp hành Trung ương Đoàn Thanh niên Cộng sản Hồ Chí Minh làm đội trưởng. Trong số 225 đội viên ban đầu, chỉ có duy nhất một đội viên nữ làm y tá tên là Lê Kim Hạnh, còn lại là đội viên nam.

### Giai đoạn Chiến tranh Đông Dương (1950-1954)
Ngày 15/7/1950, Đảng Đoàn thanh vận Trung ương đã họp giao cho Ban Thường vụ Trung ương Đoàn ra quyết định thành lập Đội thanh niên xung phong công tác Trung ương đầu tiên theo chỉ thị của Hồ Chí Minh
Đội thanh niên xung phong (TNXP) công tác Trung ương gồm 225 đội viên của các tỉnh Thái Nguyên, Phú Thọ, Bắc Ninh, Bắc Giang, do đồng chí Vương Bích Vượng, ủy viên Ban chấp hành Trung ương Đoàn làm đội trưởng.
Cuối tháng 8/1950, Đội TNXP công tác Trung ương (với phiên hiệu là Đội 50) làm lễ xuất quân tại núi Hồng, xã Yên Lãng, huyện Đại Từ, tỉnh Thái Nguyên, sau đó hành quân lên tập kết tại căn cứ Lam Sơn, huyện Hòa An, tỉnh Cao Bằng chờ nhận nhiệm vụ.
Đầu tháng 9-1950, đội thanh niên xung phong  công tác Trung ương nhận lệnh đi phục vụ chiến dịch Biên giới. Đêm 16/9/1950, Quân đội Nhân dân Việt Nam nổ súng đánh đồn Đông Khê. Chủ tịch Hồ Chí Minh đã ra sở chỉ huy tiền phương, trực tiếp quan sát đồn Đông Khê, điều đó đã gây xúc động mạnh mẽ thúc dục cán bộ, chiến sỹ khắp mặt trận nô nức thi đua lập công. Lúc 10 giờ sáng ngày 18/9/1950 , Quân đội Nhân dân Việt Nam hoàn toàn thắng lợi và làm chủ mặt trận Đông Khê. Trong trận này, các đội viên TNXP luôn bám sát bộ đội, vượt lửa đạn đưa thương binh về tuyến sau và thu dọn chiến trường. Đặc biệt, sau đó 150 đội viên đã vận chuyển 8 tấn đạn chiến lợi phẩm từ Đông Khê về kho an toàn trên quãng đường 5 km chỉ trong 10 giờ, vượt dự kiến của trên là 300 người vận chuyển trong 3 ngày. Ngày 10, Quân đội nhân dân Việt Nam chặn đánh binh đoàn Lơ - Pa - giơ tại cửa ngõ phía nam Đông Khê, ngày 7/10/1950 toàn bộ binh đoàn này bị bắt gọn. Ngày 3/10/1950, Sác-tông đã đem 2.000 quân rút khỏi Thị xã Cao Bằng theo đường số 4. Ngày 7/10/1950 bộ đội Việt Nam tiêu diệt binh đoàn Sác-tông ở Cốc Xả. Còn trên một ngàn quân từ Thất Khê lên cứu viện cũng bị ta đánh ở Bông Lau, Lũng Phầy. Chiến dịch biên giới toàn thắng, kết thúc chiến dịch ta đã tiêu diệt và bắt sống 8.300 tên địch, tiêu diệt 10 tiểu đoàn (trong đó 8 tiểu đoàn bị diệt gọn, chiếm 41% lực lượng cơ động chiến lượng toàn Đông Dương), giải phóng 350.000 dân và 4.500km2. Trong trận này, Đội TNXP công tác Trung ương đã xông xáo khắp mặt trận thu gom súng đạn, quân trang, quân dụng của địch, áp giải hàng binh và chôn cất xác giặc.

### Giai đoạn Chiến tranh Việt Nam (1965-1975)
Tính trên toàn bộ tuyến Đường Hồ Chí Minh huyền thoại, lực lượng thanh niên xung phong với quân số bằng 10 sư đoàn đã xây dựng, bảo dưỡng và đảm bảo hoạt động của 67.700 km đường. Nếu chia ra đầu người, mỗi thanh niên xung phong đã đảm bảo duy trì sự thông suốt của gần nửa cây số đường vượt rừng, vượt đèo, vượt sông, suối bất chấp bom đạn Mỹ đánh phá ác liệt suốt ngày đêm.

## Tổ chức
Dưới Đội có Liên phân đội. Một Liên phân đội gồm có các Phân đội (tiểu đội). Ở mỗi Liên phân đội đều có chi bộ Đảng Cộng sản Việt Nam và chi đoàn Thanh niên Cứu quốc. Ở cấp Đội có thành lập Liên chi ủy trực thuộc Đảng ủy Tổng cục Cung cấp.

## Trang phục
Thanh niên xung phong thường mang quần, áo kaki, và mũ tai bèo có màu lục tối. Lưng đeo thắt lưng, chân đi giày vải hoặc dép râu. Thanh niên xung phong miền Nam còn mang khăn rằn quấn cổ. Từ năm 2012, Lực lượng Thanh niên xung phong Thành phố Hồ Chí Minh có trang phục bao gồm: huy hiệu, biểu trưng, biểu tượng, biển tên, cấp hiệu, mũ mềm, quần áo ngắn tay, thắt lưng và giày vớ. Đồng phục thanh niên xung phong bao gồm: huy hiệu, mũ tai bèo, quần áo dài tay và giày vải.

## Số lượng thành viên
- Tổng cộng đã có 530.000 thanh niên xung phong tham gia qua các thời kỳ (gồm chiến tranh Đông Dương, chiến tranh Việt Nam và 2 cuộc chiến tranh biên giới sau đó)[9]
- Trên 130.800 thanh niên xung phong tham gia trong chiến tranh Việt Nam.[10] trong đó hơn 40.000 thanh niên xung phong của 15 tỉnh miền Bắc làm nhiệm vụ mở đường Trường Sơn và ở mặt trận Quảng Bình.[5] Trong số các tỉnh, Thanh Hoá là nơi có số lượng nhiều nhất với 33.000 người, tiếp đó là Nghệ An với 16.800 người, tiếp theo là Quảng Bình với 16.200 người và Hà Tĩnh với 15.000 người. Tổng cộng bốn tỉnh miền Trung bao gồm Thanh Hoá, Nghệ An, Hà Tĩnh và Quảng Bình đã cung cấp tới gần 90.000 nam nữ thanh niên xung phong - chiếm 55% tổng số thanh niên xung phong toàn miền Bắc. Tỉnh Hải Hưng (nay là Hưng Yên và Hải Dương) cũng có gần 10.000 người tham gia Thanh niên xung phong.
- Vài chục nghìn thanh niên xung phong sau giải phóng năm 1975 tình nguyện làm kinh tế mới và phục vụ chiến tranh biên giới Tây Nam[9]
- Có 170.316 nữ thanh niên xung phong tham gia các thời kì kháng chiến, bảo vệ, xây dựng Tổ quốc theo thống kê của Hội Cựu Thanh niên xung phong Việt Nam[11]

### Một số thành viên tiêu biểu
- 10 nữ thanh niên xung phong hi sinh ở ngã ba Đồng Lộc
- 8 liệt sĩ (4 nam, 4 nữ) thanh niên xung phong hi sinh ở hang Tám Cô[12]
- Trên 300 thanh niên xung phong hy sinh ở cung đường 1C, tuyến vận tải chi viện từ Campuchia vào Kiên Giang, U Minh
- 13 nữ thanh niên xung phong hy sinh tại Truông Bồn, Đô Lương, Nghệ An.

## Tổn thất
- Khoảng 10.000 người hy sinh[9]
- 46.000 người bị thương, 10.000 người bị nhiễm chất độc màu da cam.[13]
- 4.500 nữ thanh niên xung phong cô đơn không nơi nương tựa khi về già[3]. Nhiều nữ thanh niên xung phong bị mắc bệnh hysteria (một chứng bệnh tâm lý do sống cô đơn quá lâu hoặc do bị chấn thương tâm lý, lo lắng cao độ kéo dài, triệu chứng là thỉnh thoảng khóc cười không lý do, la hét điên loạn).

## Chế độ chính sách
Tính đến cuối năm 2013, Báo cáo kết quả hoạt động của Hội Cựu thanh niên xung phong trong thời gian qua, Chủ tịch Hội Cựu thanh niên xung phong Việt Nam Nguyễn Anh Liên cho biết "Cả nước đã kết nạp được trên 38 vạn hội viên, Thanh Hóa là tỉnh đông hội viên nhất với gần 5 vạn hội viên. Hiện nay, đội ngũ cán bộ Hội các cấp có trên 2 vạn đồng chí..."
Tại lễ kỷ niệm 70 năm Ngày truyền thống lực lượng thanh niên xung phong Việt Nam (15/7/1950-15/7/2020) và tôn vinh điển hình tiên tiến thanh niên xung phong các thời kỳ, Thủ tướng Nguyễn Xuân Phúc tham dự, nêu rõ mục tiêu: "các cấp ủy Đảng, chính quyền, các cơ quan chức năng khẩn trương rà soát, giải quyết dứt điểm chế độ chính sách với cựu thanh niên xung phong, nâng cao mức sống của cựu thanh niên xung phong ít nhất ngang mức trung bình của người dân trong khu vực, không để bất kỳ cựu TNXP nào thuộc diện hộ nghèo, nhất là các đồng chí tuổi cao, bệnh tật, neo đơn, không nơi nương tựa".
Tính đến năm 2017, vẫn còn 150.000 cựu thanh niên xung phong chưa được hưởng chính sách do vướng mắc về giấy tờ, bao gồm: 8.779 người bị thương chưa được giải quyết chế độ thương binh; 681 người hy sinh chưa được giải quyết chế độ liệt sĩ; 10.053 người bị nhiễm chất độc màu da cam chưa được giải quyết chế độ; 6.126 người chưa được hưởng chế độ trợ cấp 1 lần; 21.623 người chưa được hưởng chế độ trợ cấp thường xuyên; 14.500 người chưa có bảo hiểm y tế; 1.900 người qua đời mà không có chế độ mai táng phí.

## Danh hiệu
Các danh hiệu lực lượng thanh niên xung phong đã được trao tặng:
- Huân chương Độc lập hạng Nhất, năm 1978
- Huân chương Hồ Chí Minh, năm 1997
- Danh hiệu Anh hùng Lực lượng Vũ trang Nhân dân, năm 1997
- 53 tập thể được phong tặng danh hiệu Anh hùng (36 tập thể Anh hùng Lực lượng Vũ trang nhân dân, 17 tập thể Anh hùng Lao động)
- Trên 100 cá nhân được phong tặng, truy tặng danh hiệu Anh hùng lực lượng Vũ trang nhân dân, Anh hùng Lao động

## Vinh danh
- Ngày 28 tháng 3 năm 1951, trong chuyến thăm Liên phân đội Thanh niên xung phong 312 làm nhiệm vụ tại cầu Nà Cù (xã Cẩm Giàng, huyện Bạch Thông, tỉnh Bắc Kạn), chủ tịch Hồ Chí Minh đã tặng lực lượng thanh niên xung phong 4 câu thơ sau này trở nên nổi tiếng:

Không có việc gì khó
Chỉ sợ lòng không bền
Đào núi và lấp biển
Quyết chí ắt làm nên.

## Khẩu hiệu
- "Sống bám cầu bám đường, chết kiên cường dũng cảm"
- "Nơi đâu chiến trường cần, thanh niên xung phong có mặt, nơi nào có giặc, thanh niên xung phong xuất quân
- "Phục vụ quên mình, anh dũng xung phong, lập công xuất sắc"